# Konstantínos Laïfis
Konstantínos Laïfis ou Konstantínos Laḯfis (en grec moderne : Κωνσταντίνος Λαΐφης), né le 19 mai 1993, est un footballeur international chypriote évoluant actuellement au poste de défenseur à l'APOEL Nicosie.

## Biographie
Konstantínos Laïfis commence sa carrière professionnelle en 2011 à l'Anorthosis Famagouste après être passé par le centre de formation de Nottingham Forest.
Il joue son premier match international avec les Galanolefki, le 16 novembre 2014 contre la sélection nationale d'Andorre (5-0).
Le 27 juin 2016, Konstantínos Laḯfis est transféré à l'Olympiakós qui le prête dans la foulée avec option d'achat pour deux ans au Standard de Liège. Sa venue vise notamment à pallier la grave blessure de Miloš Kosanović.
Le 17 mars 2018, il remporte la Coupe de Belgique avec le Standard de Liège, 1-0 après prolongations grâce à un but de Renaud Emond à la 92e minute, aux dépens du Racing Genk. 
Le 8 mai 2018, le Standard lève l'option d'achat prévue dans le contrat de prêt de Konstantinos Laïfis. Devenu pilier de la défense des Rouches, il est prolongé le 21 juillet 2019 pour une durée qui n'est pas communiquée. Le 4 mars 2023, à la suite de l'exclusion du gardien de but Arnaud Bodart et alors que tous les remplacements avaient été effectués, il prend place dans les buts liégeois pour la fin du match gagné 2-0 contre Westerlo.

## Statistiques

### Buts en sélection
| But | Date             | Stade, ville, pays                     | Adversaire  | Résultat | Match, compétition                         |
| --- | ---------------- | -------------------------------------- | ----------- | -------- | ------------------------------------------ |
| 1er | 13 novembre 2016 | Stade GSP, Nicosie, Chypre             | Gibraltar   | V 3-1    | Éliminatoires de la Coupe du monde 2018    |
| 2e  | 13 novembre 2017 | Stade Vazgen Sargsyan, Erevan, Arménie | Arménie     | D 3-2    | Match amical                               |
| 3e  | 21 mars 2019     | Stade GSP, Nicosie, Chypre             | Saint-Marin | V 5-0    | Éliminatoires du Championnat d'Europe 2020 |

## Palmarès
Standard de Liège :
- Coupe de Belgique
  - Vainqueur :  2018